# Bakonyszentiván
Bakonyszentiván là một thị trấn thuộc hạt Veszprém, Hungary. Thị trấn này có diện tích 9,14 km², dân số năm 2010 là 220 người, mật độ 24 người/km².